# Plaine de Fabrègues-Poussan
Plaine de Fabrègues-Poussan este o arie protejată (arie de protecție specială avifaunistică — SPA) din Franța întinsă pe o suprafață de 3.288 ha, integral pe uscat.

## Localizare
Centrul sitului Plaine de Fabrègues-Poussan este situat la coordonatele 43°32′20″N 3°43′30″E / 43.53889°N 3.725°E.

## Înființare
Situl Plaine de Fabrègues-Poussan a fost declarat arie de protecție specială avifaunistică în baza directivei 79/409 din 1979 referitoare la conservarea păsărilor sălbatice pentru a proteja 8 specii de animale.

## Biodiversitate
Situată în ecoregiunea mediteraneană, aria protejată nu include niciun habitat protejat.
La baza desemnării sitului se află mai multe specii protejate de  păsări (8): fâsă-de-câmp (Anthus campestris), șerpar (Circaetus gallicus), erete cenușiu (Circus pygargus), dumbrăveancă (Coracias garrulus), presură de grădină (Emberiza hortulana), sfrânciocul cu frunte neagră (Lanius minor), ciocârlie de pădure (Lullula arborea), spârcaci (Tetrax tetrax).
Pe lângă speciile protejate, pe teritoriul sitului au mai fost identificate 1 specie de păsări.